# Reattivo di Fenton
Il reattivo di Fenton è una soluzione di perossido di idrogeno e ferro(II) (presente in quantità catalitiche), impiegata principalmente per l'ossidazione di contaminanti organici nelle acque di scarico come fenolo, formaldeide o composti aromatici.

## Scoperta
Il reattivo è stato scoperto nel 1876 da Henry John Horstman Fenton, da cui prende il nome, probabilmente per puro caso mescolando un sale di ferro(II), perossido di idrogeno e acido tartarico e notando un cambiamento di colore.  Tale reattivo inizialmente fu impiegato per sintetizzare composti organici o in chimica analitica e solo negli anni '30 del Novecento si cominciò a capirne l'importanza.

## Panoramica
Il reattivo di Fenton non deve contenere obbligatoriamente sali di ferro(II), in quanto basta un composto in cui il metallo in forma ossidata (Cu(I), Co(II)) possa catalizzare la formazione di radicali.
Le reazioni che avvengono in soluzione sono le seguenti: lo ione ferroso (II) è ossidato dal perossido di idrogeno a ione ferrico (III) con formazione di un radicale idrossilico e uno ione idrossido. Il ferro (III) è poi ridotto da un'altra molecola di perossido di idrogeno a ferro(II) con formazione di un radicale perossidico e un protone.
(1) Fe2+ + H2O2 → Fe3+ + OH· + OH−
(2) Fe3+ + H2O2 → Fe2+ + OOH· + H+
Come si può osservare i prodotti netti sono acqua e i due radicali idrossilico e perossidico.
Questi due radicali sono attivi nei confronti dei composti organici e inorganici permettendo la formazione di composti meno pericolosi o comunque successivamente allontanabili dalle acque di scarico.
Il reattivo di Fenton è tuttavia impiegabile anche nella sintesi organica: un esempio è la dimerizzazione del ter-butanolo a 2,5-dimetil-2,5-esandiolo.
La reazione di Fenton rappresenta anche una delle due fasi della reazione di Haber-Weiss.
Dato che nell'ambiente è presente lo ione ferrico bisogna controllare il pH dell'ambiente per evitare che possa precipitare come idrossido ferrico: esso deve essere quindi acido (generalmente compreso tra 3 e 6).